# Musculus craniomandibularis externus posterior
Musculus craniomandibularis externus posterior, musculus cranio-extramandibularis, mięsień 0md3 (ang. posterior cranio-mandibular muscle, abductor of the mandible) – mięsień wchodzący w skład głowy owadów.
Jeden z mięśni żuwaczkowych. Ogólnie swój początek bierze na policzku i zapoliczku, a jego koniec przyczepia się do ścięgna przyczepionego do bocznej krawędzi żuwaczki. Stanowi abduktor żuwaczki.
U błonkówek wychodzi tyno-bocznie z puszki głowowej i łączy ze ścięgnem przyczepionym do tylno-proksymalnej części żuwaczki.
U górczyków mięsień ten wychodzi z bocznej części puszki głowowej i przyczepia się do ścięgna abduktora.